# 盧翊
盧翊（1456年—1521年），字鳳翀，號玉渠，直隸蘇州府常熟縣人，匠籍，明朝政治人物。

## 生平
成化十六年（1480年）庚子科應天府鄉試第三十五名舉人。弘治三年（1490年）中式庚戌科會試第一百四十六名，三甲第一百二十八名進士。授江西新喻縣知縣，因内艰去官。服闋，起補獲嘉縣知縣。弘治十五年（1502年）四月，实授山东道監察御史，正德元年（1506年）巡按山东，正德三年（1508年）二月，升湖广按察司佥事，以忤太监劉瑾被令致仕。正德五年（1510年）九月復官，十月起用为四川佥事，分守川南兼巡视水利，八年正月升本司副使，整饬松潘兵备。正德十一年（1516年）十月，升雲南右參政，十五年十一月升廣西右布政使，赴任途中得病，到任不久卒于官，年六十六。

## 著作
著有《玉渠稿》四卷、《松西奏議》一卷、《兴利稿》一卷、《都江志》二卷藏于家。

## 家族
曾祖盧彬；祖父盧弘；父盧琮，海陽知縣。母顧氏。慈侍下。